# John Kufuor
John Kofi Agyekun Kufuor (ur. 8 grudnia 1938 w Kumasi) – ghański polityk, prezydent Ghany w latach 2001-2009.
Jest absolwentem wydziału prawa Uniwersytetu Oksfordzkiego.
Praktykujący katolik.